# Imutabilidade (teologia)
Em teologia, imutabilidade é o atributo divino segundo o qual Deus não pode mudar. Há muitas variantes de interpretação a respeito do alcance desta imutabilidade. Para a maior parte dos autores, é a natureza de Deus que não pode ser alterada por causa alguma.
A imutabilidade de Deus é Sua “constância” ou o fato dEle ser “sempre-o-mesmo”. Deus é absolutamente perfeito e não pode mudar para melhor, nem mudar para pior. Embora tudo mais esteja em estado de constante mudança, Deus permanece o mesmo para sempre e sempre.